# Sân bay Gbadolite
Sân bay Gbadolite (IATA: BDT, ICAO: FZFD) là một sân bay ở Gbadolite, Cộng hòa Dân chủ Congo.